# MUD (videojuegos)
Para el primer videojuego de este tipo llamado "MUD" or "Multi-User Dungeon", ver MUD1. Para otros usos, ver Mud.

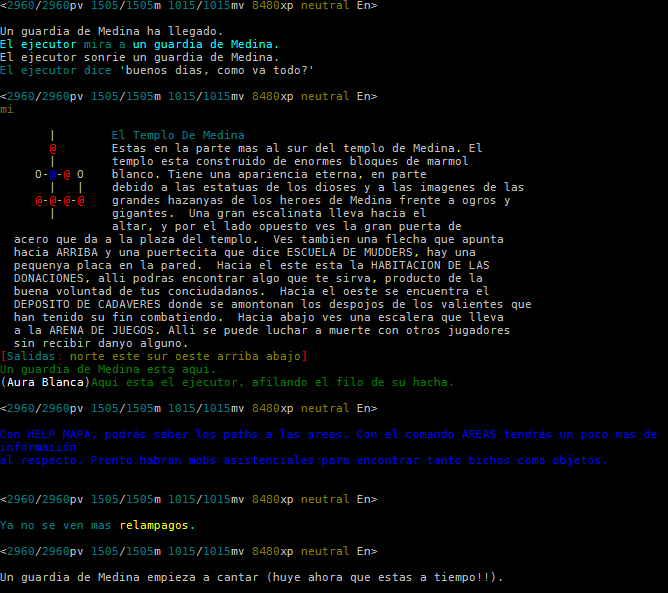
Captura in-game de Medina MUD

MUD son las siglas de multi user domains o multi user dungeon, que literalmente traducido del inglés al español significa "dominios multiusuario" o "calabozo multiusuario", este último en referencia al popular juego de rol Dungeons & Dragons. Un MUD es un videojuego de rol en línea ejecutado en un servidor. Es la base de la que parten los actuales MMORPG.

## Historia
Un MUD (originalmente Multi-User Dungeon, con variantes posteriores Multi-User Dimension y Multi-User Domain) es un juego multijugador en tiempo real en un mundo virtual, por lo general en modo texto.  Los MUDs combinan elementos de videojuego de rol, hack and slash, jugador contra jugador, ficción interactiva, y chat. Los Jugadores pueden leer, ver u oír (en algunos casos están adaptados para invidentes) las descripciones de las salas, objetos, otros Jugadores, NPCs, y acciones realizadas en el mundo virtual. Los Jugadores generalmente interactúan entre ellos en el mundo escribiendo comandos similares al lenguaje natural.
Tradicionalmente los MUDs implementan un videojuego de rol ambientado en un mundo de fantasía habitado por especies fantásticas, con jugadores que escogen distintas clases u ofícios de forma que se obtengan poderes o habilidades específicas. El objetivo de este tipo de juegos es de entrar en combate con monstruos, explorar un mundo de fantasía, completar tareas, ir de aventuras, crear una historia, jugar a rol (Juego de rol), y avanzar el carácter creado. Muchos MUDs se diseñaron basándose en las reglas de tiradas de dados (Dados de rol) de la serie de juegos de Dungeons & Dragons.
Los contenidos de fantasía para MUDs son habituales, mientras muchos están basados en temas de ciencia ficción o libros populares, películas, animaciones, periodos de la historia, mundos poblados por animales antropomórficos, y muchos otros. No todos los MUDs son juegos; algunos están diseñados con fines educacionales, mientras otros son puramente entornos de chat, y la naturaleza flexible de algunos servidores MUD llevan a su uso ocasional en áreas como investigación en ciencias de la computación, geoinformática, informática en salud o Química analítica.
Los MUDs han atraído el interés de académicos de distintas áreas, incluyendo teoría de la información, sociología, derecho y ciencia económica.
Hubo incluso una época en que el ejército de los Estados Unidos de América lo usaba para teleconferencia.
La mayor parte de los MUDs funcionan por hobby y son de uso gratuito para jugadores; algunos aceptan donativos o permiten a los jugadores comprar objetos virtuales, mientras otros tienen una suscripción mensual. Se puede conectar a los MUDs utilizando el cliente telnet estándar, o clientes MUD especializados (diseñados específicamente para mejorar la experiencia del usuario).
Se puede consultar una amplia lista de juegos en varios portales web, tales como The Mud Connector.
La historia de los modernos MMORPGs como EverQuest y Ultima Online, y otros géneros de mundo virtual como los mundos sociales virtuales ejemplificados por Second Life, pueden ser directamente relacionados al género MUD. En efecto, antes de la invención del término MMORPG, se llamaba a este tipo de juegos como "MUDs gráficos". Un número importante de diseñadores de MMORPG empezaron su carrera como "desarroladores MUD" y/o jugadores (como Raph Koster, Brad McQuaid, Matt Firor, y Brian Green) o estuvieron involucrados en el desarrollo de MUDs de primera hornada (como Mark Jacobs y J. Todd Coleman).

## Descripción
A esta clase de juegos se accede generalmente mediante una conexión vía telnet entre cliente, máquina del jugador que se quiere conectar, y el propio servidor. Para acceder al mud no es necesario disponer de aplicaciones específicas, pudiendo emplearse terminales básicos ya instalados que soporten el protocolo telnet, como los que podemos encontrar en las distribuciones de los sistemas operativos o usando software diseñado exclusivamente para esta clase de juegos, tales como zmud, gmud, OmniMud, tintin++, etc. 
Existen diversos criterios establecidos por los muds a la hora de permitir a los jugadores gastar su tiempo de ocio en estas actividades lúdicas. Básicamente el jugador se puede crear un personaje conocido con el nombre de PJ o personaje jugador, para lo cual deberá crear una ficha que se rellenará mediante la obtención de puntuaciones en tiradas virtuales sobre las estadísticas básicas del PJ, tales como fuerza, destreza, inteligencia, carisma, sabiduría y constitución. Esto implica que el jugador tendrá tantos personajes jugadores como quiera, equivalentes a tantas cuentas como PJs tenga. Por esta razón en muchos muds se ha ideado el concepto de cuenta única para un mismo jugador, que puede ser identificada por la IP del mismo, de tal forma que en dicha cuenta única puede crearse los personajes jugadores que desee. Esta última idea, nació para evitar lo que se conoce con el nombre de multiplaying. El multiplaying no suele estar permitido en los muds por varios motivos:
- El jugador está conectado con dos PJs al mismo tiempo, lo que supone poder intercambiarse equipo entre ambos, conocer posiciones y secretos de los bandos a los que pertenecen sus fichas, etc.
- El jugador conecta rápidamente después de cerrar la conexión con una de sus fichas, con otra de tal modo que se pueden producir los hechos explicados en el punto anterior.

En su mayoría los muds proporcionan un modo de juego alfanumérico, lo cual implica que el jugador recibe toda la información por parte del servidor en modo texto. Esta información se obtiene al ejecutar alguna acción dentro del juego y está representada básicamente por descripciones de la room donde se encuentra el PJ, de objetos, del inventario, de la ficha, del estado del personaje, etc. Tal como un master crearía la ambientación en un juego de rol.
El jugador interactúa con el mundo y los NPCs o PNJs (Non Playing Characters o mobs, todos aquellos personajes no controlados por el jugador, aunque existen algunas excepciones como es el caso de criaturas invocadas por los propios jugadores) mediante el uso de comando tales como atacar, caminar, coger, mirar, considerar y los propios de cada raza, gremio, clan, cofradía u orden. Lo que se busca es hacer crecer al personaje mediante la consecución de puntos de experiencia que definen el avance entre los distintos niveles a los que puede llegar un jugador con su PJ. Estos puntos de experiencia suelen conseguirse al eliminar npcs o realizar aventuras (también conocidas con su notación inglesa: quests). Avanzar de nivel supone muchas veces obtener mejoras para el personaje tales como aumento de la vida total, vigor y maná del mismo. Aprender nuevas habilidades que se traducen en comandos nuevos o hechizos, mejorar el ataque y la defensa del personaje, etc (esto varía dependiendo del mud al que se conecte el jugador). Alcanzar niveles altos de experiencia implica a su vez mejorar en equipo y riqueza.

### Jugando MUD
Ejemplo directo de una partida en la que se produce un enfrentamiento entre guerreros, clérigos y ladrones. Se pueden comprobar los diferentes colores, algunos procedentes del propio servidor (Color ANSI) y otros resultantes de triggers. Además, se aprecia la secuencia de comandos mandados al servidor por un jugador, venidos del uso de una macro.
| Chedey y Argentum Arkano llegan de dentro                                                                           |
| Descubres a Morlath Eleith escondida.                                                                               |
| Morlath Eleith comienza a formular un hechizo.                                                                      |
| Chedey busca algo en la habitación.                                                                                 |
| rebanar x0,x1,x2,x3,x4,x5,x6,x7,x8,x9,x10,x11,x12,x13,x14,x15,x16,x17,x18,x19,x20,Kizzo,Lua                         |
| seguir x0,x1,x2,x3,x4,x5,x6,x7,x8,x9,x10,x11,x12,x13,x14,x15,x16,x17,x18,x19,x20,Kizzo,Lua                          |
| Consigues escapar de la búsqueda por muy poco. Tu corazón palpita.                                                  |
| Te han descubierto!                                                                                                 |
| Rebanas a Chedey con una serie de ataques rápidos!                                                                  |
| Hieres gravemente a Chedey con tu Cimitarra de la Exhalación abrasando su Broche de Gestur. [16] Pv.                |
| Levantas tu Cimitarra de la Exhalación sobre tu cabeza, y asestas un                                                |
| violento golpe a Chedey produciéndole, graves quemaduras de ácido.                                                  |
| Abrasas a Chedey con tu Cimitarra de la Exhalación hundiéndola con saña en su Anillo de Vigía Jefe.[20] Pv.         |
| Levantas tu Cimitarra de la Exhalación sobre tu cabeza, y asestas un                                                |
| violento golpe a Chedey produciéndole, graves quemaduras de ácido.                                                  |
| Hieres gravemente a Chedey con tu Cimitarra de la Exhalación abrasando su Guanteletes del maestro guerrero.[16] Pv. |
| Hieres gravemente a Chedey con tu Cimitarra de la Exhalación abrasando su cuerpo. [18] Pv.                          |
| Abrasas a Chedey con tu Cimitarra de la Exhalación hundiéndola con saña en su Pantalón de Combate.[20] Pv.          |
| Abrasas a Chedey con tu Cimitarra de la Exhalación hundiéndola con saña en su Pendientes del Héroe Perdido.[20] Pv. |
| Abrasas a Chedey con tu Cimitarra de la Exhalación hundiéndola con saña en su Gran Yelmo de Mithril. [20] Pv.       |
| Hieres gravemente a Chedey con tu Cimitarra de la Exhalación abrasando su Mochila Bandolera. [17] Pv.               |
| > |
| Sigues a Chedey. |
| > |
| Morlath Eleith pronúncia el cántico 'amri xeno haltem'.                                                             |
| Morlath Eleith termina un hechizo con unos gestos hacia Chedey, quien se debate contra unos lazos invisibles.       |
| Argentum Arkano comienza a formular un hechizo.                                                                     |
| Morlath Eleith se retuerce de dolor y un hilillo de sangre le sale de la nariz.                                     |
| Chedey se debate contra unos lazos invisibles.                                                                      |
| Morlath Eleith comienza a formular un hechizo.                                                                      |
| Chedey se retuerce de dolor y un hilillo de sangre le sale de la nariz.                                             |
| Convulsionas en agonía cuando Yr'ithinnd clava su Espada corta en tu espalda!                                       |
| Descubres a Yr'ithinnd escondido.                                                                                   |

### Bandos
Los bandos en los muds definen las posiciones tomadas por los jugadores respecto a las causas que van a defender o proclamar. Estas causas pueden ser justas, encontrándonos con personajes del bando bueno, pueden ser malvadas teniendo personajes del bando malo o pueden ser simplemente neutrales tomando partido por aquellas causas que equilibren el bien y el mal (filosofía de vida de los arpistas). De esta forma nos encontramos jugadores posicionados contrariamente a otros, de tal modo que los combates entre bandos por la supremacía lleven al asesinato de otros jugadores, conocido con el nombre de PK.
Por otra parte se dan casos de guerras internas entre bandos o interraciales como la dada entre elfos y enanos, guerras entre clanes de la misma raza y por tanto mismo bando, etc.
Se debe tener en cuenta que un jugador del bando malo es malo para con el resto de jugadores, incluso para sus propios compañeros de gremio, pudiendo traicionarlos en cualquier momento.
No todos los muds disponen de bandos ni de agrupaciones de jugadores tan generales. Algunos definen al personaje solo según su raza, alineamiento o incluso una combinación de varias de estas características.

### Player Killing
Muchos MUDs permiten, lo que se conoce coloquialmente en el círculo de esta clase de juegos, el PK o player killing. Literalmente traducido al español significa "asesinato de jugadores". Esto implica que además de tener que enfrentarse a multitud de retos dentro del juego tales como sitios peligrosos y temibles NPCs, los jugadores también pueden enfrentarse entre sí. Esto es, dentro de lo que esté permitido en cada MUD como aceptable en el ámbito del PK, se podrá buscar e intentar matar a otros jugadores conectados al juego.
Esta clase de acciones proporcionan al juego un aliciente más de diversión ya que permiten establecer activamente quién es el jugador más fuerte y terrible. Con el PK el jugador que mata a otro puede conseguir puntos de experiencia de forma rápida, equipo perteneciente al otro jugador, dinero, etc. De esta forma se producen tensiones entre jugadores de diferentes bandos debido al saqueo que se produce o a malas acciones tales como enterrar el equipo, lo que supone la pérdida total de este.
El PK no está presente en todos los MUDs, pudiéndonos encontrar muchas variantes del mismo: PK restringido entre bandos, PK total, PK solo para aquellos jugadores que lo quieran de tal modo que aquellos que no quieran participar en estas situaciones se marcan como Non-PK (ni pueden ser víctimas de PK ni pueden participar en PK), etc.

### HeartBeat
El heartbeat (o tick), que literalmente traducido al español es latido de corazón, dentro del MUD puede definirse como el tiempo de respuesta/acción de un jugador (PJ) o Personaje no jugador (PNJ o NPC) que se produce cuando éste realiza acciones dentro del juego en combate, movimiento, comunicaciones con otros jugadores, etc. La manera de interaccionar dos o más adversarios durante una contienda se basa fundamentalmente en un sistema basado en turnos, de forma que de manera secuencial y alternada se produzcan ataques/defensas por parte de uno de los combatientes. Por ejemplo, un personaje jugador PJ está combatiendo contra un personaje no jugador PNJ, la secuencia de turnos podría ser:
1. PJ ataca a PNJ. PNJ se defiende.
2. PNJ ataca a PJ. PJ se defiende.
3. PJ ataca a PNJ. ...

En esta secuencia de turnos juega un papel fundamental el heartbeat ya que controlarlo supone poder realizar uno o más ataques extras en un mismo turno, rompiendo la alternancia y secuencialidad. Se puede conseguir que el propio personaje ataque siempre durante todos los turnos de los que se compondría un combate, sin recibir contestación por parte del adversario. Una forma de alterar la secuencia de turnos se produce al salir y reentrar en la room del enemigo. La secuencia anterior podría ser:
1. PJ ataca a PNJ. PNJ se defiende.
2. PJ abandona la room. PJ reentra en la room. (Acciones realizadas en un heartbeat)
3. PJ ataca a PNJ. PNJ se defiende. (Robo de heartbeat, ataque doble del PJ sin que el PNJ haya contraatacado) ...

No obstante, y para evitar abuso en manipulaciones sobre las secuencias de ataque, la mayoría de MUDs incorporan para penalizar al PJ si éste decide abandonar el combate.

### Comunicación entre jugadores
Es habitual permitir a los propios jugadores mantener conversaciones vía chat (charla) bajo un canal de comunicaciones. Este canal puede estar establecido para todos los conectados independientemente del bando al que se pertenezca o estar dispuesto para personajes de la misma raza, mismo Clan (videojuegos) o guild. También se pueden mantener conversaciones privadas entre dos jugadores, siempre y cuando el juego lo permita y ambos personajes hablen la misma lengua.
La mayoría de MUDs modernos incorporan distintos canales de comunicaciones, cada uno para un propósito concreto. Por lo general se dispone de un canal de charla común a todos los jugadores, canales de subasta o venta de objetos, telepatía, grupo, clan, ayuda, etc.
Además, en la mayoría de los casos se puede activar o desactivar estos canales para evitar la sobrecarga visual con mensajes en MUDs con mucha actividad.

## Aplicaciones específicas para MUD
Existen numerosas aplicaciones, tal y como se menciona más arriba, que mejoran la accesibilidad y jugabilidad de los MUDs. Pueden ser en forma de complementos a clientes telnet tradicionales o aplicaciones específicas para jugar a este tipo de juegos. Entre otras funcionalidades que presentan, las más importantes son:

### Scripts
Los scripts pueden ser realizados en variados lenguajes de programación de scripting, como pueden ser JavaScript, VisualBasic Script, python, lenguajes propios de la aplicación (como en el caso de Zmud), etc. La creación de scripts supone realizar automatizaciones que le permitan al jugador ejecutar acciones de una forma más fácil y cómoda, incluso permitiéndole desentenderse del juego durante la ejecución del mismo, dejando todo el peso al script. Aplicaciones frecuentes de estos son los conocidos scripts de xp, gracias a los cuales el jugador no necesita estar pendiente del juego mientras su personaje está ganando puntos de experiencia solo, sin intervención del jugador. Hay que hacer notar que muchos muds no permiten el uso de automatizaciones y este empleo ilegal del mismo puede suponer la suspensión del jugador durante una temporada o el bloqueo de la IP, evitando que el jugador pueda entrar con ese personaje, con otro o crearse nuevos personajes.

### Disparadores otriggers
Los triggers o disparadores sirven para realizar acciones de forma automática en el mud mediante la lectura en el terminal del texto enviado por el servidor al cliente. Estos disparadores se basan en expresiones regulares, de tal modo que previa aparición en el terminal de una cadena de caracteres que cumplan con el patrón establecido, se produzca un evento, ejecutándose el código del disparador. El uso habitual de los mismos es para dar color a frases, palabras, etc, aunque pueden ser empleados para multitud de tareas, tales como enviar acciones (ejecutar comandos) ante ciertas situaciones como puede ser la aparición de otro jugador, acabar con un enemigo, etc. Del mismo modo que ocurre con los scripts, esto implica automatizar el juego, lo cual no siempre es permitido por el mud.

### Temporizadores otimers
Los temporizadores permiten al usuario programar una acción cada cierto tiempo, estableciéndose un intervalo, generalmente en segundos. De esta forma cada vez que se venza el periodo de tiempo cumplido se ejecutarán las acciones expresadas al vencimiento del timer, el cual puede ser temporal o cíclico.

### Mapeador omapper

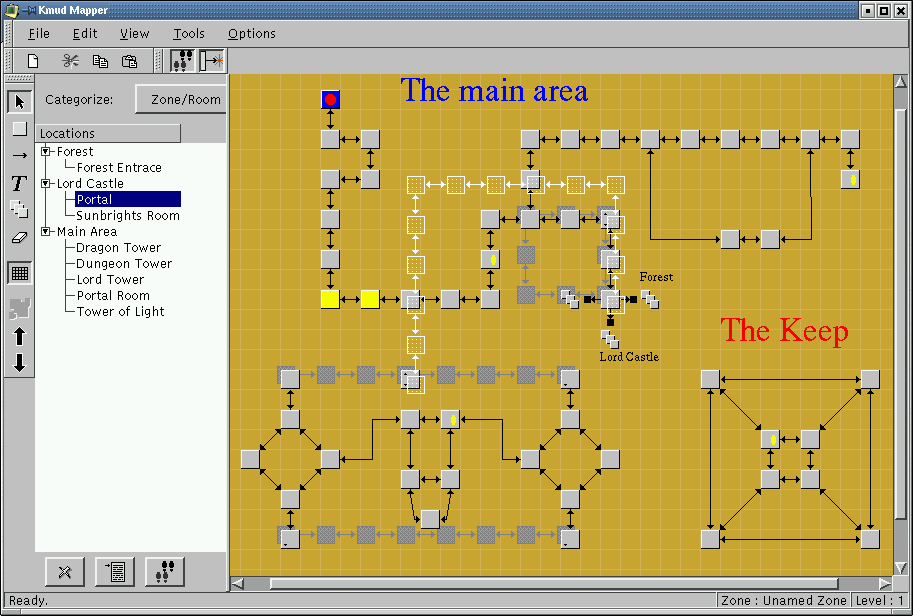
Captura Mapper Kmud.

Aplicación externa presente en algunas aplicaciones tales como el Zmud o Kmud que permite registrar en un mapa bidimensional, estructurado en capas dependiendo de la zona en la que nos encontremos, las direcciones que puede tomar nuestro personaje. Mediante la configuración de las posibles salidas a tomar, las cuales generalmente coinciden con los puntos cardinales, más salidas típicas de subir y bajar o entrar en casas, como pueden ser arriba, abajo, dentro, fuera, etc., más algunas salidas especiales que impliquen acciones adicionales como el uso de llaves, decir frases, etc. se puede ir creando un mapa, cuyas salas, conocidas como rooms, se representan mediante cuadrados y cuyas salidas a otras rooms se representan con líneas de conectividad o links. El uso de mappers suele estar permitido en casi todos los muds, aunque la existencia de estos facilita el poder moverse dentro del juego al pulsar dos veces con el ratón sobre una sala determinada, lo cual implica automatizar el movimiento ya que ese traslado entre salas no ha sido llevado a cabo por el jugador al introducir una a una las salidas oportunas. Recordando que cualquier tipo de automatización no está permitida en todos los muds.

### Macros
La idea de las macros reside en enviar al juego una cierta cantidad de acciones o comandos, mediante la única intervención del jugador de pulsar una tecla, o combinación de ellas, del teclado. De este modo se aumenta la velocidad de acción por parte del jugador, ya que mediante el uso de una simple tecla puede realizar numerosas acciones o simplificar comandos complejos.
Por ejemplo: cada vez que matamos todos los npcs de una room, queremos coger todas las monedas que tengan en sus cuerpos caídos y a continuación enterrarlos. Una forma de realizar a mano estas dos acciones conllevaría ejecutar dos comandos:
1. coger monedas de cuerpos
2. enterrar cuerpos

Para hacer esto más fácil y rápido podemos asignar a una combinación de teclas como puede ser: CTRL+/ esos dos comandos, de tal modo que cada vez que pulsemos esas dos teclas, se intentará coger las monedas de los cuerpos yacentes y después se procederá a su entierro.
Los muds proporcionan otros mecanismos que permiten simplificar y facilitar acciones. Mediante el uso del propio comando del servidor conocido como alias se pueden asociar comandos largos o combinaciones de ellos a una secuencia de caracteres que los identifica unívocamente. Tomando como referencia la secuencia de comandos del ejemplo anterior podríamos tener:
alias takebury coger monedas all de cuerpos; enterrar cuerpos
Se asocia al alias takebury la secuencia anterior, de tal forma que cada vez que se mande ese alias al servidor se ejecuten ambas acciones. El punto y coma (;) es un separador de comandos. Cada mud puede tener su propio separador.

## Evolución
Los MUD fueron creados en los años 70, en las primeras épocas de internet cuando la mayoría de los programas se manejaban por texto.
Obviamente el género evolucionó con el tiempo, y se crearon juegos del mismo tipo pero con interfaces visuales y gráficos cada vez más avanzados, a los que se llamó MMORPG (Massive Multiplayer Online Role Playing Game). Actualmente existen muchos juegos de este tipo, entre los que se encuentran: Dungeons & Dragons Online, Ragnarok, MU Online, Tibia, Hellbreath, Diablo, Neverwinter Nights, Lineage 2, World of Warcraft' y Runescape.
La temática sin embargo sigue siendo la misma: avanzar un personaje en capacidades físicas y habilidades, equipamiento y riqueza.
En Estados Unidos hay muchísimos, de diversas ambientaciones. En España están proliferando, aunque a un ritmo bastante lento y todos son por el momento de temática fantástico-medieval, salvo quizá CFMUD, que es entero de ciencia ficción y revolucionó el concepto de los MUDs en España, al ser un MUD capitalista. Un ejemplo de los que actualmente están en funcionamiento podría ser: Phantasien, Demon, Simauria, Petria, Balzhur, Callandor, Reinos de Leyenda, Medina MUD, etc. En Chile se orientan principalmente a las temáticas medievales-fantásticas, pudiendo destacar lo que alguna vez fue Shakra MUD y en la actualidad Draconia MUD.

## Actualidad
Aun siendo juegos de ordenador basados en texto y de la década de los noventa, en la actualidad aun hay disponibles al dominio público, de forma gratuita y sin ánimo de lucro diversos de estos juegos.
Tabla comparativa de algunos de estos juegos aun activos:
| Nombre            | Tipo                | Dirección IP del servidor              | Puerto                      | Idioma            | Otros |
| ----------------- | ------------------- | -------------------------------------- | --------------------------- | ----------------- | --- |
| Ancient Kingdoms  | MudLib propia       | akmud.es                               | 4001                        | Español           | Activo, con buena base de jugadores. Inspirado en D&D. Rol y PVP.                                                           |
| Aardwolf          | ROM                 | 23.111.136.202 (aardmud.org)           | 23, 4000, 4010, 4444 y 7777 | Inglés            | Con una buena base de jugadores activo hace 11 años                                                                         |
| BastardMUD        | Envy 2.2            | 213.165.84.106 (bastard.es)            | 6969                        | Español           | Solo pk, inspirado en el manga de Bastard!! (Inactivo).                                                                     |
| Balzhur           | Smaug               | 95.85.18.251 (mud.balzhur.org)         | 5400                        | Español           | Funciona de forma continuada desde el 3 de enero de 2000.                                                                   |
| Callandor Mud     | UltraEnvy y WoT RPG | callandor.es                           | 4444                        | Español           | Basado en la Rueda del Tiempo de Robert Jordan, donde se da mucha importancia al ROL y a la interpretación de tu personaje. |
| Draconia MUD      | ROM y Smaug 1.4     | 216.136.9.5 (draconia.genesismuds.com) | 5000                        | Español           | Basado en AD&D, con más de 13 años de desarrollo (Chile) 'Web y servidor inactivos 20190711'                                |
| Et in Barcino Ego | Mush                | barcino.mushpark.com                   | 7620                        | Español           | Mud basado en Mundo de Tinieblas y ambientado en Barcelona. 'Web y servidor inactivos 20190711'                             |
| Medina MUD        | Merc y Diku         | 141.95.28.213 (medinamud.top)          | 3232                        | Español y Catalán | Se inició en 1995, reabierto para nostálgicos. Actualmente activo (noviembre 2024)                                          |
| Shacra MUD        | Envy puro           | 190.107.177.37 (mud.cl)                | 6969                        | Español           | (Chile)'Web activa pero servidor temporalmente inactivo 20190711'                                                           |
| Simauria          | LDmud+Mudlib        | 5.135.88.5 (mud.simauria.org)          | 23                          | Español           | Inspirado en El Señor de los Anillos y en Dungeons and Dragons Inaccesible actualmente (2024)                               |

### Publicaciones
- Turkle, S. Life on the Screen: Identity in the Age of the Internet.
- Meneses, J. (2006). Diez años de vida (cotidiana) en la pantalla: una relectura crítica de la propuesta de Sherry Turkle.
- Mayans, J. (2002). Sota un silenci amb mil orelles: perspectives socials sobre ciborgs i ciberespais.

### Código abierto
- MudOS - Driver LPMud, se necesita una mudlib aparte (Inglés).
- Merc Archivado el 30 de octubre de 2019 en Wayback Machine. - Repositorio oficial de código Merc.
- DGD - Driver LPMud, se necesita una mudlib aparte (Inglés).
- Smaug - Código abierto escrito en lenguaje C.

### Wikis especializadas
- Eireapedia - Wiki dedicada al mundo de Eirea del MUD español Reinos de Leyenda.
- Enciclopedia de Kedrova - Wiki de la orden de Los Insurrectos del Bosque (Balzhur). Dado de Baja

### Otros enlaces
- The MUD Connector - TMC es un servicio para localizar juegos en modo texto, con cientos de MUDs rpg/scifi/fantasía y MMORPGs. Activo desde 1995.
- DeathLogs - Sitio web donde los jugadores de ciertos muds registrados pueden subir logs de PKs.

- Datos: Q751424
- Multimedia: Multi-user dimension / Q751424